# Reverend Billy and the Church of Stop Shopping
Reverend Billy and the Church of Stop Shopping ist ein Film des Regie- und Produzentenpaares Dietmar Post und Lucía Palacios, gedreht zwischen den Jahren 2000 und 2001 in New York City.

## Inhalt
Der Dokumentarfilm begleitet Reverend Billy, der eigentlich Bill Talen heißt und Schauspieler und Performancekünstler ist, bei seinen „Einkaufsinterventionen des Stop Shopping“ in New York City, wo er in Cafeterias, Disneyläden und an anderen öffentlichen Orten des Konsums „missioniert“. Der Globalisierungsgegner verbindet in seiner Arbeit Ideen des sozialen und politischen Wandels mit verschiedenen Konzepten von Straßentheater. Was Talen das „Betreten eines imaginären Raumes“ nennt, ist für die Polizei allerdings nur widerrechtliches Betreten fremden Eigentums, und so enden viele Aktionen Talens im Gefängnis. Doch der Reverend ist überzeugt, dass soziale Veränderung mit zivilem Ungehorsam beginnt.
Dietmar Post und Lucía Palacios haben den politischen Theatermacher in der Tradition des Direct Cinema  ein Jahr mit ihrer Kamera beobachtet.

## Kritiken
„Die Dokumentation ist ebenso roh, rau und unaufwändig wie das Straßentheater dieser aufmüpfigen Truppe, kommt ganz ohne Kommentar aus und vermittelt viel vom Lebensgefühl der gewitzten Widerständler. Wozu auch gehört, dass sie sich manchmal selbst ein bisschen peinlich finden – ein anarchistischer Fremdkörper im Alltag der Großstadt, wie aus einer wilderen Zeit gefallen.“

## Auszeichnungen
- 2003: Melbourne Underground Film Festival (2. Bester Dokumentarfilm: Reverend Billy)
- 2004: Tarragona REC Film Festival (Publikumspreis Bestes Erstlingswerk: Reverend Billy)